# Terminal (2004.)
Terminal (2004.) je film o čovjeku koji biva zarobljen na terminalu međunarodne zračne luke JFK, tj. nakon iskrcavanja iz zrakoplova zabranjuje mu se ulazak na američko tlo no istovremeno mu biva zabranjen i povratak u svoju domovinu jer se u njoj odvija revolucija.  
Film je režirao Steven Spielberg a glavne likove su odglumili: Tom Hanks, Catherine Zeta-Jones, Stanley Tucci i Chi McBride. Scenarij filma, temeljen na priči koju su stvorili Andrew Niccol i Sacha Gervasi, napisali su Jeff Nathanson i sam Sacha Gervasi.
Neki su čak i primjećivali kako im se činilo da je film inspiriran pričom Merhana Karimia Nasseria, zvanog «Sir, Alfred», koji je bio iračka izbjeglica koja je živjela u terminalu jedne od zračnih luka Charles de Gaulle, u blizini Pariza sve od 1988., godine u kojoj su mu svi službeni dokumenti ukradeni. Unatoč tome, nijedan službeni materijal, specijalni dodatak na DVD-u ili službene stranice filma nisu nikada spomenule Nasserijevu nevolju kao inspiraciju za film. Također, film iz 1993. pod nazivom, Izgubljeni u prijevozu (Tombés du ciel) obrađuje sličnu tematiku i odvija se u pariškoj zračnoj luci. 

## Radnja
Viktor Navorski (Tom Hanks), čovjek iz izmišljene zemlje Krakozije, slijeće u njujoršku međunarodnu zračnu luku John F. Kennedy, u kojoj otkriva kako su u njegovoj zemlji, tijekom njegovog leta, pobunjenici svrgnuli vladu i preuzeli vlast, te kako su kao posljedica toga svi njegovi dokumenti postali nevažeći a on time ostao zaglavljen na terminalu. Sljedećih devet mjeseci Viktor je prisiljen živjeti u terminalu i nije u mogućnosti niti spustiti stopalo na američko tlo a niti vratiti se kući. Navorski se u međuvremenu sprijatelji s osobljem terminala, uključujući u tu skupinu i stjuardesu Ameliu Warren (Catherine Zeta-Jones), a sve to se događa pod budnim okom Imigracijskog službenika Franka Dixona (Stanley Tucci), koji želi «problem zvan Navorski» odstraniti iz zračne luke. Jednog dana, Viktor objašnjava Amelii kako je svrha njegovog posjeta gradu New Yorku bila dobiti autogram jazz tenorskog saksofonista po imenu Benny Golson. Naime, njegov otac koji je neko vrijeme prije toga preminuo je bio jazz entuzijast. I upravo taj entuzijast je vidjevši fotografiju jazz grupe po imenu «Great Day in Harlem» u nekakvim mađarskim novinama, 1958. poslao pismo svim njenim članovima u kojima ih je molio za autogram. Svi članovi su odgovorili njegovom ocu i poslali mu autogram, tj. svi osim prethodno spomenutog Bennia Golsona. I upravo zbog svog oca, odnosno zbog toga kako bi ispunio očev san, Viktor želi skupiti i posljednji autogram. 
Nekoliko mjeseci potom, mediji javljaju kako je rat u Krakoziji završen, no Dixon unatoč tome ne želi pustiti Viktora da uđe u SAD. Amelija otkriva Viktoru kako je zamolila «prijatelja», koji je zapravo oženjeni vladin službenik s kojim je već dugo vremena bila u seksualnoj vezi, da mu pomogne dobiti jednodnevnu vizu za ulazak na američko tlo, no Viktora to otkrivenje zapravo apsolutno razočarava jer saznaje i činjenicu kako je Amelia obnovila svoje «prijateljstvo» s tim čovjekom.
No da bi stvari bile još gore, Dixon treba potpisati tu vizu kako bi Viktor mogao ostati u SAD-u, naravno Dixon odbija bilo kakvu sličnu misao i umjesto toga odlučuje deportirati Viktora iz inata. Zahvaljujući pravovremenoj reakciji prijatelja, koje je Viktor stekao tijekom svog boravka na terminalu, dozvoljava mu se napuštanje zračne luke. Ubrzo potom, u trenutku kada se Viktor sprema otići taksijem do adrese Ramada Inn, 161 Lexington Avenue, u New Yorku, mjesta gdje Benny Golson ima svoje nastupe, on primjećuje Ameliju koja mu izlazeći iz svog taksija upućuje kiseli osmijeh. Unatoč svim nedaćama koje su ga snašle on konačno uspijeva prisustvovati nastupu i pokupiti autogram tog poznatog jazzista. Nakon nastupa on govori taksistu kako želi ići kući, ostavljajući na taj način na razmišljanje publici je li time mislio na zrakoplovni terminal ili Krakoziju.

## Jezik
U trenutku kada Viktor slijeće u zračnu luku on govori svega nekoliko riječi engleskog i to doslovno, no unatoč tome u nekoliko kadrova filma on uspijeva naučiti engleski promatranjem drugih i uspoređivanjem riječi iz engleske i ruske verzije Vodiča kroz New York. On također uči značenje riječi prateći obavještajne tv programe. Zapravo, jezik i lokacija Krakozije se u filmu drže vrlo maglovitim i to na takav način da se Viktora predstavlja jednostavno kao čovjeka iz istočne Europe. Kroz film se saznaje kako Krakozija graniči s Rusijom, da je krakozijanski jezik sličan ruskom jeziku i kako je naconalna himna Krakozije glazbeno bliska onoj od Albanije (ili glazbi Vajacki marš). 
Jezik kojim se Tom Hanks koristi pri portretiranju Krakozije je ustvari bugarski. A poduke iz tog jezika je dobio od svoje supruge Rite Wilson, čiji je otac Bugar.

## Glavne uloge
- Tom Hanks kao Viktor Navorski.
- Catherine Zeta-Jones  kao Amelia Warren
- Stanley Tucci  kao Frank Dixon
- Chi McBride  kao Joe Mulroy
- Diego Luna  kao Enrique Cruz
- Barry Shabaka Henley  kao Ray Thurman
- Kumar Pallana  kao Gupta Rajan
- Zoë Saldaña  kao službenica Torres
- Eddie Jones kao Salchak.
- Michael Nouri  kao Max
- Jude Ciccolella kao Karl Iverson.
- Corey Reynolds  kao Waylin.
- Guillermo Díaz  kao Bobby Alima.
- Rini Bell  kao Nadia.
- Stephen Mendel  kao stjuard prvog razreda
- Benny Golson  kao on sam

## Nagrade i drugi uspjesi
Film je ostvario sveukupno 4 nominacije, od kojih su dvije rezultirale nagradama.
- Excellence in Production Design Award (2005): nagrada za osobnost-suvremenog filma - Alex McDowell, Christopher Burian-Mohr, Brad Ricker, Bruce Robert Hill, Martha Johnston, Harry E. Otto (nominacija i nagrada)
- BMI Film Music Award (2005): John Williams (nominacija i nagrada)
- Golden Trailer (2005): najbolja romansa (nominacija)
- Golden Reel Award (2005): najbolje editiranje zvuka u domaćoj proizvodnji-dijalog i ADR - Charles L. Campbell, Richard C. Franklin, R.J. Kizer, Mildred Iatrou, Bernard Weiser, Vanessa Lapato (nominacija)

## Zanimljivosti i propusti
Jedan od rijetkih filmova koje je režirao Steven Spielberg a čije specijalne efekte nije radila tvrtka «Industrial light and magic».
Vozačka dozvola koju Viktor drži u rukama je na bjeloruskom jeziku i izdana je ženskoj osobi.
U prvoj verziji posljednje scene Amelija je otišla u New York s Vikotorom. Snimljeni su razne verzije svršetka filma kako bi ili bile više komične ili više dramatične.
Djevojka s ružičastom torbom kojoj Viktor pokušava pomoći u filmu je zapravo kćerka Stevena Spielberga, Sasha.  
Rano u filmu, uniformirani carinski službenik daje Viktoru telefonsku karticu od 15 dolara. No, u trenutku kada Viktora izbacuju iz svečane lože za čekanje vidljivo je kako je u njegovom posjedu kartica u vrijednosti 10 dolara.

## Glazba iz filma
1. The Tale Of Viktor Navorski
2. Dinner With Amelia
3. A Legend Is Born
4. Viktor And His Friends
5. The Fountain Scene
6. The Wedding Of Officer Torres
7. Jazz Autographs
8. Refusing To Escape
9. Krakozhia National Anthem And Homesickness
10. Looking For Work
11. Gupta's Deliverance
12. Finding Coins And Learning To Read
13. "Destiny"... "Canneloni"... And The Tale Of Viktor Navorski Reprise
14. A Happy Navorski Ending!

## Vanjske poveznice
- Službena stranica
- Terminal u internetskoj bazi filmova IMDb-a
- Terminal na Rotten Tomatoesu
- Recenzija Rogera Eberta  Arhivirana inačica izvorne stranice od 22. prosinca 2010. (Wayback Machine)
- Recenzija Jamesa Berardinellija  Arhivirana inačica izvorne stranice od 16. svibnja 2006. (Wayback Machine)
- Priča Merhana Karimia Nasseria